# Zatavua andrei
Zatavua andrei là một loài nhện trong họ Pholcidae. Loài này được phát hiện ở Madagascar.